# Poil tecteur
Chez les plantes, un poil tecteur est un poil, c'est-à-dire une expansion des cellules épidermiques, jouant un rôle dans la protection de la plante, notamment contre la dessiccation.